# Municipio de Lien (Minnesota)
El municipio de Lien (en inglés: Lien Township) es un municipio ubicado en el condado de Grant en el estado estadounidense de Minnesota. En el año 2010 tenía una población de 111 habitantes y una densidad poblacional de 1,25 personas por km².

## Geografía
El municipio de Lien se encuentra ubicado en las coordenadas 45°53′13″N 95°56′16″O / 45.88694, -95.93778. Según la Oficina del Censo de los Estados Unidos, el municipio tiene una superficie total de 89.05 km², de la cual 84,49 km² corresponden a tierra firme y (5,12 %) 4,56 km² es agua.

## Demografía
Según el censo de 2010, había 111 personas residiendo en el municipio de Lien. La densidad de población era de 1,25 hab./km². De los 111 habitantes, el municipio de Lien estaba compuesto por el 99,1 % blancos, el 0,9 % eran de otras razas. Del total de la población el 0,9 % eran hispanos o latinos de cualquier raza.